# Stéréotypie (autisme)
Une stéréotypie ou comportement stéréotypé est un ensemble de gestes répétitifs, rythmés sans but apparent, mais qui n’ont cependant pas le caractère compulsif des tocs. 
Ces comportements auraient deux buts : favoriser l’évitement et/ou s’auto-stimuler. Cette hypothèse est fondée sur le fait que ces comportements peuvent être arrêtés volontairement pour un moment. L’intensité de ces mouvements peut être augmentée par différents sentiments comme l’excitation, le stress, l’ennui. Elle peut également être influencée par les demandes sociales ou le manque de stimulation sensorielle. 
Des comportements stéréotypés peuvent être observés chez des enfants se développant normalement, mais disparaissent avec le temps. Certains comportements peuvent apparaître à nouveau chez l’adulte, entre autres, lors de périodes d’ennui ou de stress. Les comportements stéréotypés sont aussi présents dans certaines psychopathologies.

## Psychopathologie
L’un des critères diagnostiques des troubles du spectre autistique est justement le caractère stéréotypé d’un comportement. Par exemple, les enfants du spectre autistique font souvent du « flapping » (action de battre des mains ou des bras de manière rythmée). Ce comportement est répété et persistant dans le temps. 
La schizophrénie de type « catatonique » est une psychopathologie associant souvent des mouvements stéréotypés.

## Application en ergothérapie
Ces comportements stéréotypés peuvent nuire au fonctionnement quotidien. Pour cette raison, l’ergothérapeute travaille en collaboration avec l’équipe interdisciplinaire dans le but de diminuer la fréquence et l’intensité de ceux-ci lorsqu’ils sont problématiques.
L'ergothérapeute est également le professionnel de santé qui intervient sur les troubles du processus sensoriel. Ces stéréotypies peuvent être en lien avec des particularités sensoriels, une thérapie en ce sens peut permettre de limiter ces comportements. 